# 初谷温泉
初谷温泉（しょやおんせん）は、長野県佐久市内山にある温泉。
炭酸泉で、泡立つ温泉。

## 泉質
- 二酸化炭素－ナトリウム－塩化物・炭酸水素冷鉱泉
  - 源泉温度14℃

## 温泉街
一軒宿がある。

## 歴史
- 1885年　源泉が発見された[1]。

## アクセス
- 鉄道：小海線中込駅より千曲バス内山線（平日のみ運行）「初谷」下車徒歩1.3km。
- 車：国道254号より初谷温泉にアクセス。